# رئاسة جيرالد فورد
بدأت ولاية جيرالد فورد بصفته الرئيس الثامن والثلاثين للولايات المتحدة في 9 أغسطس 1974، عقب استقالة ريتشارد نيكسون من المنصب، وانتهت في 20 يناير 1977، بعد أن دامت 895 يومًا. كان فورد، وهو جمهوري من ميشيغان، قد شغل منصب نائب الرئيس منذ 6 ديسمبر 1973، بعد استقالة سبيرو أغنيو من المنصب. تميز فورد بكونه الشخص الوحيد الذي تولى الرئاسة من دون أن يُنتخب للرئاسة ولا لنيابة الرئاسة. انتهت ولايته بعد هزيمته في انتخابات عام 1976 أمام الديمقراطي جيمي كارتر.
تسلم فورد المنصب في أعقاب فضيحة ووترغيت وفي المراحل النهائية من حرب فيتنام، الحدثين الذين ولدا خيبة أمل جديدة في المؤسسات السياسية الأمريكية. كان أول مرسوم هام أصدره فورد بعد توليه المنصب عفو رئاسي عن نيكسون لدوره في فضيحة ووترغيت، ما أثار ثورة عنيفة على رياسة فورد. أنشأ أيضًا برنامج رأفة مشروط للمتهربين من التجنيد في حرب فيتنام. كان معظم تركيز فورد في السياسة المحلية منصبًا على الاقتصاد، والذي شهد ركودًا في عهده. بعد ترويجه في البداية لزيادة ضرائب مصممة لمكافحة التضخم، دافع فورد عن خفض ضريبي مصمم لتجديد الاقتصاد، ووقع على قانونين لتخفيض الضرائب ليدخلا حيز التنفيذ. اتسمت السياسة الخارجية لحكومة فورد من الناحية الإجرائية بالدور المتزايد الذي بدأ الكونجرس في لعبه، وبالقيود المقابلة على سلطات الرئيس. بتغلبه على معارضة الكونجرس الكبيرة، تابع فورد سياسات نيكسون الانفراجية مع الاتحاد السوفييتي. 
في الانتخابات الرئاسية لعام 1976، واجه فورد رونالد ريغان، أحد قادة الجناح المحافظ للحزب الجمهوري. بعد سلسلة متواصلة من الانتخابات التمهيدية، فاز فورد بترشيح حزبه في المؤتمر الوطني الجمهوري لعام 1976. في الانتخابات العامة، هزم كارتر فورد بهامش ضيق في التصويت الشعبي والانتخابي. في استفتاءات المؤرخين وعلماء السياسة، يُقيّم فورد عمومًا على أنه رئيس أقل من عادي، بما يشبه كلًا من سلفه وخلفه إلى حد بعيد.

## تبوؤه
فازت بطاقة الحزب الجمهوري خاصة الرئيس ريتشارد نيكسون ونائب الرئيس سبيرو أغنيو بفوز ساحق في الانتخابات الرئاسية لعام 1972. هيمنت فضيحة ووترغيت على الولاية الثانية لنيكسون، والتي نشأت عن محاولة مجموعة من مجموعات حملة نيكسون السطو على مقر اللجنة الوطنية الديمقراطية والتستر اللاحق لحكومة نيكسون على الأمر. بسبب فضيحة لا صلة لها بفضيحة ووترغيت، استقال نائب الرئيس أغنيو في العاشر من أكتوبر 1973. بموجب شروط التعديل الخامس والعشرين، رشح نيكسون فورد بديلًا لأغنيو. اختار نيكسون فورد، ثم زعيم الأقلية في مجلس النواب، وذلك إلى حد كبير لأنه نُصح بأن إقرار فورد سيكون الأسهل بين القادة الجمهوريين البارزين. جرى إقرار فورد في كلا مجلسي الكونجرس بأغلبية ساحقة، وتولى منصب نائب الرئيس في ديسمبر 1973.
في الأشهر التي تلت إقراره في منصب نائب الرئيس، واصل فورد دعم براءة نيكسون فيما يخص ووترغيت، رغم تزايد الأدلة على أن حكومة نيكسون قد أمرت بالاقتحام وحاولت لاحقًا التستر عليه. في يوليو 1974، بعد أن أمرت المحكمة العليا نيكسون بتسليم تسجيلات بعض الاجتماعات التي عقدها بصفته رئيسًا، صوتت اللجنة القضائية للمجلس على بدء إجراءات العزل بحق نيكسون. بعد أن صارت الأشرطة علنية وأظهرت بوضوح أن نيكسون قد شارك في التستر، استدعى نيكسون فورد إلى المكتب البيضاوي في 8 أغسطس، حيث أبلغ نيكسون فورد أنه سيستقيل. استقال نيكسون رسميًا في التاسع من أغسطس، جاعلًا فورد أول رئيس للولايات المتحدة الأمريكية لم يجرِ انتخابه للرئاسة أو لنيابة الرئاسة.

بعد أن أدى قسم المنصب في الغرفة الشرقية للبيت الأبيض مباشرة، تكلم فورد إلى الجمهور المحتشد في خطاب بُث بثًا حيًا إلى الأمة. أشار فورد إلى غرابة موقفه قائلًا: «إنني في الحقيقة مدركٌ أنكم لم تنتخبوني رئيسًا لكم بالاقتراع، لذا أسألكم أن تقرّوني رئيسًا لكم بصلواتكم»، وأردف مصرحًا:
لم أسعَ في طلب هذه المسؤولية الهائلة، لكنني لن أتملص منها. أولئك الذين أقروني نائبًا للرئيس كانوا أصدقائي وما يزالون. كانوا من كلا الحزبين، منتخبون من الشعب كله ويعملون باسمه بموجب الدستور. إذن فمن اللائق أن أتعهد أمامهم وأمامكم بأنني سأكون رئيس الشعب كله.

## حكومته

### مجلس الوزراء
| مجلس وزراء فورد               |                            |             |
| المنصب                        | الاسم                      | الولاية     |
| الرئيس                        | جيرالد فورد                | 1974 – 1977 |
| نائب الرئيس                   | لا أحد                     | 1974        |
| نائب الرئيس                   | نيلسون روكفيلر             | 1974 – 1977 |
| وزير الخارجية                 | هنري كسنجر                 | 1974 – 1977 |
| وزير الخزانة                  | ويليام إي. سيمون           | 1974 – 1977 |
| وزير الدفاع                   | جيمس آر. شليسنغر           | 1974 – 1975 |
| وزير الدفاع                   | دونالد رامسفيلد            | 1975 – 1977 |
| النائب العام                  | ويليام بي. ساكسبي          | 1974 - 1975 |
| النائب العام                  | إدوارد إتش. ليفي           | 1975 - 1977 |
| وزير الداخلية                 | روجرز مورتون               | 1974 – 1975 |
| وزير الداخلية                 | ستانلي كيه. هاثاواي        | 1975 – 1975 |
| وزير الداخلية                 | توماس إس. كليبّ             | 1975 - 1977 |
| وزير الزراعة                  | إيرل بوتز                  | 1974 – 1976 |
| وزير الزراعة                  | جون ألبرت نيبيل            | 1976 - 1977 |
| وزير التجارة                  | فريدريك بي. دينت           | 1974 – 1975 |
| وزير التجارة                  | روجرز مورتون               | 1975 – 1976 |
| وزير التجارة                  | إليوت ريتشاردسون           | 1976 – 1977 |
| وزير العمل                    | بيتر جيه. برينان           | 1974 - 1975 |
| وزير العمل                    | جون توماس دنلوب            | 1975 – 1976 |
| وزير العمل                    | ويليام أوسيري الابن        | 1976 - 1977 |
| وزير الصحة والخدمات الإنسانية | كاسبر واينبرغر             | 1974 – 1975 |
| وزير الصحة والخدمات الإنسانية | إف. ديفيد ماثيوز           | 1975 – 1977 |
| وزير الإسكان والتنمية الحضرية | جيمس توماس لين             | 1974 – 1975 |
| وزير الإسكان والتنمية الحضرية | كارلا أندرسون هيلز         | 1975 – 1977 |
| وزير النقل                    | كلود برينغار               | 1974 – 1975 |
| وزير النقل                    | ويليام تاديوس كولمان الابن | 1975 – 1977 |
| الممثل التجاري الأمريكي       | ويليام دينمان إيبيرل       | 1974        |
| الممثل التجاري الأمريكي       | فريدريك بي. دينت           | 1975 – 1977 |
| السفير إلى الأمم المتحدة      | جون أيه. سكالي             | 1974 – 1975 |
| السفير إلى الأمم المتحدة      | دانييل باتريك موينيهان     | 1975 – 1976 |
| السفير إلى الأمم المتحدة      | ويليام سكرانتون            | 1976 – 1977 |
| رئيس موظفي البيت الأبيض       | أليكساندر هايغ             | 1974        |
| رئيس موظفي البيت الأبيض       | دونالد رامسفيلد            | 1974 – 1975 |
| رئيس موظفي البيت الأبيض       | ديك تشيني                  | 1975 – 1977 |
| مستشار الرئيس                 | آن أرمسترونغ               | 1974        |
| مستشار الرئيس                 | دين بيرتش                  | 1974        |
| مستشار الرئيس                 | كينيث راش                  | 1974        |
| مستشار الرئيس                 | روبرت تي. هارتمان          | 1974 – 1977 |
| مستشار الرئيس                 | جون أوثو مارش الابن        | 1974 - 1977 |
| مستشار الرئيس                 | روجرز مورتون               | 1976        |
| مستشار البيت الأبيض           | فيليب دبليو. بوتشين        | 1974 – 1977 |

عقب توليه المنصب، ورث فورد مجلس وزراء نيسكون، رغم أن فورد بدل بسرعة برئيس موظفي البيت الأبيض أليكساندر هايغ دونالد رامسفيلد، الذي كان قد شغل منصب مستشار الرئيس في عهد نيكسون. سرعان ما صار رامسفيلد ونائب رئيس الموظفين ديك تشيني من بين الأشخاص الأقوى نفوذًا في حكومة فورد. عين فورد أيضًا إدوارد إتش. ليفي نائبًا عامًا، وكلف ليفي بتطهير وزارة العدل التي كانت قد تسيّست إلى مستويات غير مسبوقة في عهد نيكسون. استعان فورد بفيليب دبليو. بوتشين، وروبرت تي. هارتمان، وإل. ويليام سايدمان، وجون أو. مارش بصفة مستشارين كبار برتبة وزارية. وضع فورد في مسؤولي حكومته قيمة أكبر بكثير من التي وضعها نيسكون، على الرغم من أن أعضاء مجلس الوراء لم يستعيدوا درجة التأثير التي كانوا يتمتعون بها قبل الحرب العالمية الثانية. ظهر كل من وزير الدولة ليفي، ومستشار الأمن الوطني هنري كسنجر، ووزير الخزانة ويليام إي. سيمون، ووزير الدفاع جيمس آر. شليسنغر بصفتهم مسؤولي مجلس وزراء نافذين في وقت مبكر من ولاية فورد.